# كردلة
كردلة هي قرية فلسطينية تقع في الأغوار الشمالية الفلسطينية، على بعد 13 كيلومترًا شمال شرقمحافظة طوباس، وتجاورها قرية بردلة في الغرب وعين البيضا في الشرق. بلغ عدد سكانها 234 نسمة في عام 2024. تقع على سفوح الجبال الشرقية لوادي الأردن الشمالي على أرض سهلة خصبة، وعلى ارتفاع منخفض يبلغ 99 مترًا تحت مستوى سطح البحر.

## تاريخها
تأسست القرية في ثلاثينيات القرن العشرين. من قبل عشيرة الفقهاء من طوباس الذين عملوا في الزراعة وتربية الماشية. بعد حرب عام 1948، هاجرت عائلة الأحاشة من منطقة غزة إلى القرية كلاجئين فلسطينيين. على الرغم من كونها أقل من الحد الأقصى لعدد السكان، فإن كردلة يحكمها مجلس قروي، يتكون من ثلاثة أعضاء.

## سكانها
يعمل جميع السكان تقريبًا في الزراعة، من أصل 800 دونم من أراضي القرية، 250 دونم منها أراضٍ صالحة للزراعة. تبلغ المساحة المبنية للقرية 30 دونماً. يشكل السكان العاملون 66% من السكان، وتمثل النساء منهم 31%. متوسط الدخل 1000 شيكل .
توجد مدرسة ابتدائية واحدة في القرية، ومع ذلك، يتم بناء عيادة صحية. حوالي 85% من السكان يعرفون القراءة والكتابة ويذهبون إلى المدارس الثانوية في بردلة. كما يتوجه معظم طلبة الجامعات إلى حرم جامعة القدس المفتوحة في طوباس وجامعة النجاح الوطنية في نابلس.

## مساحتها
تبلغ مساحة القرية نحو ثلاثة آلاف دونم، وهي مصنّفة منطقة "سي" بحسب اتفاقيّة أوسلو الموقعة بين السلطة الفلسطينية والاحتلال الإسرائيلي. يعيش فيها نحو 500 شخص يعتمدون بالدرجة الأولى على الزراعة بأنواعها الثلاثة المحمية والمكشوفة والأشجار المثمرة، والتي يبدأ موسمها من بداية أكتوبر/ تشرين الأول وينتهي في أواخر إبريل/ نيسان. ثمّ يطرح الأهالي محاصيلهم في أسواق مدن الضفة الغربية ويصدّرونها كذلك إلى بعض من الأراضي الفلسطينية المحتلة في عام 1948.

## انتهاكات الاحتلال ضد القرية
تواصل قوات الاحتلال استيلاءها على المعدات والجرافات لأهل القرية بشكل شبه يومي، وتمنع شق الطرق الزراعية في الأغوار، مما يعيق العمل ويجبر أصحاب المعدات على دفع غرامات لاستردادها. كما تمنع أهالي قرية كردلة من التوسع العمراني، مما يحرمهم من بناء مسجد، مدرسة، روضة، أو عيادة صحية. رئيس المجلس القروي غسان فقها يؤكد أن تصنيف القرية سيحرمها من التقدم والتطور، وأن الاحتلال يسعى لتهجير السكان لصالح بناء مستوطنات ومراكز عسكرية.
كما أغلق الاحتلال الاسرائيلي معبر بيسان في الأراضي المحتلة عام 1948، ما يعقّد تصدير المنتجات الزراعية، حيث يضطر المزارعون إلى استخدام معبر الجلمة، مما يؤدي إلى تلف المنتجات وتراجع قيمتها. كما يُحظر على الفلسطينيين دخول المناطق العسكرية المحيطة، ما يحد من مناطق رعي الماشية. هذه الإجراءات تدفع العديد من الشباب إلى النزوح بسبب صعوبة البناء في القرية.